# Oratoire du Louvre
Oratoire du Louvre (Oratoř Louvre), celým názvem Temple protestant de l'Oratoire du Louvre (Protestantský kostel Oratoř Louvre) je protestantský farní kostel francouzské reformované církve v 1. obvodu v Paříži mezi ulicemi Rue Saint-Honoré a Rue de Rivoli.

## Historie
Za vlády Jindřicha IV. se francouzští protestanti (hugenoti) scházeli k bohoslužbám v Salle des Cariatides, který tvořil součástí paláce Louvre, a kam se vešlo až 1500 osob. Sál se nazýval Église de Madame. Edikt nantský z roku 1598 sice přiznal hugenotům omezená práva, ale pařížští protestanti si mohli postavit svůj kostel nejblíže 4 míle od Paříže, takže si vybrali město Charenton.
Stavba oratoře začala v roce 1621 za vlády Ludvíka XIII., který ji v roce 1623 povýšil na královskou kapli. V tomto kostele se konaly pohřební obřady kardinála Richelieu, Ludvíka XIII., královen Anny Rakouské či Marie Terezy Habsburské a jiných.
Za Francouzské revoluce byl kostel zrušen a přeměněn na skladiště. Teprve Napoleon I. věnoval v roce 1811 oratoř protestantům jako náhradu za kostely stržené Ludvíkem XIII. a Ludvíkem XIV. Od té doby se zde konají protestantské bohoslužby. V 19. století zde sídlila protestantská konzistoř. Samostatná farnost zde byla založena v roce 1882. Od 24. dubna 1907 je kostel chráněn jako historická památka.